# Всехсвятское кладбище (Краснодар)
Всесвя́тское кладбище — старейшее кладбище Краснодара. Основано в начале 30-х годов XIX века, считается, что на нём захоронено не менее 1,2 млн человек.
Расположено в центральной части города, в квартале, ограниченном улицами Рашпилевской, Северной, Аэродромной и Бабушкина. Современная площадь около 18,5 га. С января 1965 года кладбище закрыто для захоронения.
На кладбище похоронены многие государственные, политические и общественные деятели XIX и первой половины XX веков, участники персидской, крымской, кавказской, турецкой, японской, Первой мировой, Гражданской и Великой Отечественной войн. Ряд объектов кладбища являются объектами культурного наследия регионального значения.
С 2019 года территория Всесвятского кладбища является объектом культурного наследия регионального значения.

## Известные люди, похороненные на кладбище
- Арцыбашев, Дмитрий Александрович (1803—1831) — декабрист
- Анфимов, Владимир Яковлевич (1879—1957) — российский и советский психиатр, невропатолог. Доктор медицинских наук, профессор.
- Асеев Владимир Акимович (1866—1905) — подъесаул 1-го Екатеринодарского полка ККВ
- Белых, Иосиф Назарович (1892—1959) — гвардии полковник, Герой Советского Союза
- Бондаренко, Владимир Павлович (1924—1943) — лейтенант, Герой Советского Союза
- Боронин, Иван Константинович (1909—1944) — майор, Герой Советского Союза. В 1967 году перезахоронен на Славянское кладбище.
- Войцеховский, Николай Владимирович (1874—1933) — профессор, военный врач
- Егоров, Василий Васильевич (Герой Советского Союза) (1923—1964) — Герой Советского Союза
- Жарко, Яков Васильевич (1861—1933) — украинский советский писатель, поэт.
- Зозуля, Георгий Петрович (1920—1954) — Герой Советского Союза
- Игнатов, Евгений Петрович (1915—1942) и Игнатов, Гений Петрович (1925—1942) — Герои Советского Союза
- Кияшко, Иван Иванович (1864—1925) — историк-краевед, войсковой архивариус Кубанского казачьего войска, полковник.
- Климов, Василий Семенович (1844—1900) — Глава города Екатеринодара
- Кокора, Семён Васильевич (1920—1955) — Герой Советского Союза
- Костылёв, Евгений Арсентьевич (Арсеньевич) (1914—1961) — гвардии майор, Герой Советского Союза
- Кравченко, Павел Павлович (1829—1889) — русский генерал, руководитель обороны Сухума от турецкого десанта в войну 1877—1878 гг.
- Кулаков, Теодор Сергеевич (1900—1943) — генерал-майор, Герой Советского Союза
- Ляшенко, Варвара Савельевна (1917—1943) — советская лётчица, лейтенант
- Малама, Николай Дмитриевич (1845—1913) — русский архитектор, Кубанский областной архитектор.
- Мальгерб Иван Клементьевич (1867—1938) — русский архитектор, городской архитектор Феодосии (1893—1896) и Екатеринодара (с 1896). Член Союза архитекторов СССР (1935).
- Некрасов, Иван Михайлович (1892—1964) — советский военачальник.
- Носатовский, Антон Иванович (1883—1955) — российский учёный, агроном-селекционер. Доктор сельскохозяйственных наук. В 1937—1955 Профессор и заведующий кафедрой растениеводства Кубанского сельскохозяйственного института.
- Очаповский, Станислав Владимирович (1878—1945) — видный советский и российский офтальмолог, доктор медицинских наук, заслуженный деятель науки РСФСР
- Пароменский, Александр Иванович (1850—1922) — видный организатор подготовки отечественных судостроителей и инженеров-механиков флота, известный русский математик, генерал-лейтенант по адмиралтейству
- Передерий, Степан Дмитриевич (1909—1942) — кубанский казак, шофёр 1195-го артиллерийского полка, красноармеец
- Пономаренко, Аркадий Иосифович (1903—1963) — полковник, Герой Советского Союза
- Селезнёв, Пётр Иануарьевич (1897—1948) — советский государственный и политический деятель, 1-й секретарь Краснодарского краевого комитета ВКП(б).
- Селихов, Николай Георгиевич (1900—1943) — полковник, участник Гражданской и Великой Отечественной войн.
- Рашпиль, Григорий Антонович (1801—1871) — генерал-лейтенант, наказной атаман Черноморского казачьего войска
- Рыбин, Иван Петрович (1909—1943) — майор, Герой Советского Союза.
- Тельнов, Константин Иванович (1902—1957) — советский и польский военачальник, генерал-лейтенант авиации (СССР), генерал дивизии (ПНР)
- Филиппов, Василий Андреевич (1843—1907) — русский архитектор, Кубанский областной архитектор
- Широков, Пётр Петрович (1917—1946) — старший лейтенант, Герой Советского Союза
- Шишенин, Гавриил Данилович (1897—1941) — генерал-майор
- Яцкевич, Владимир Авксентьевич (1839—1919) — генерал от артиллерии, герой русско-турецкой войны 1877—1878 годов

## Галерея

Могила братьев Игнатовых
Могила Е. А. Костылёва
Могила архитектора И. К. Мальгерба
Могила Шишенина Г.Д.
Могила гвардии майора Боронина И.К.
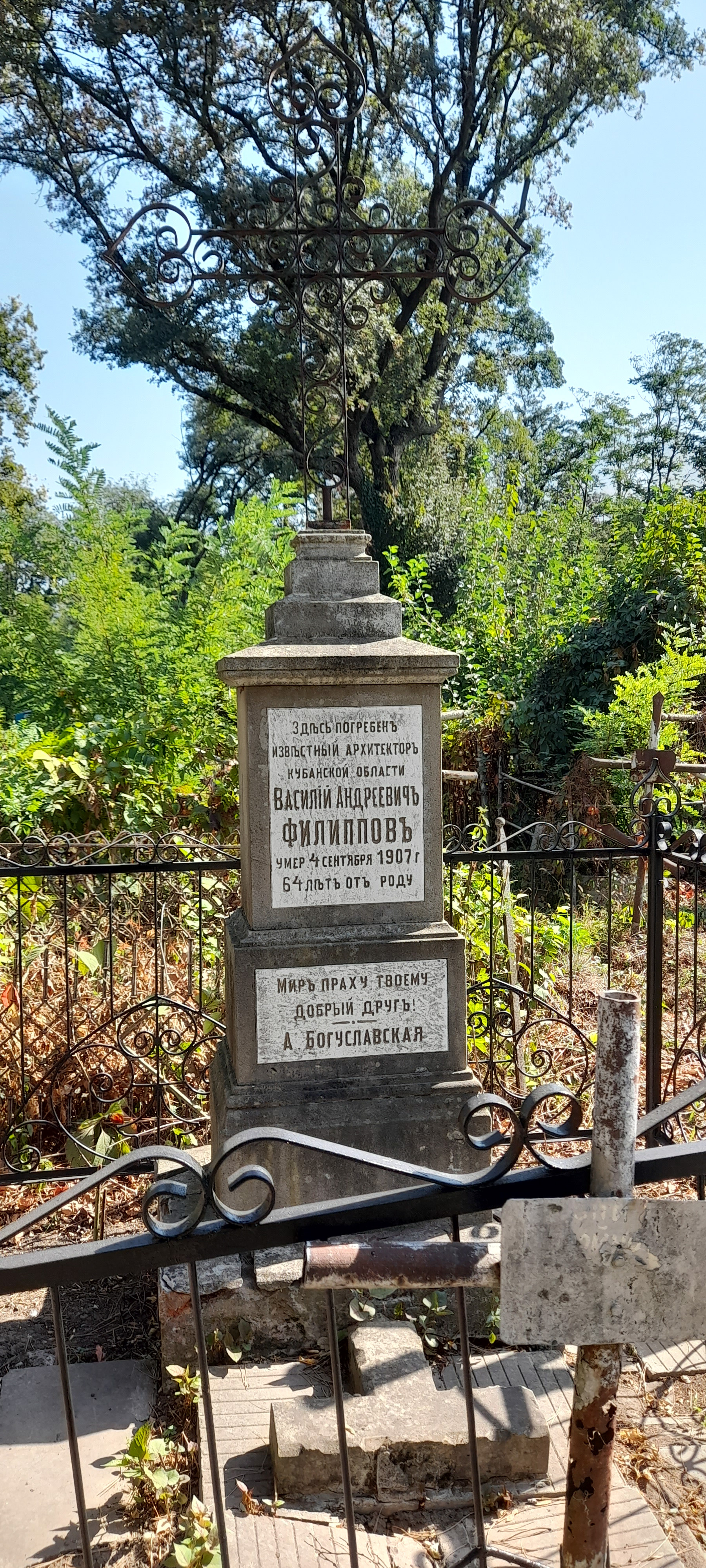
Могила архитектора В.А. Филиппова
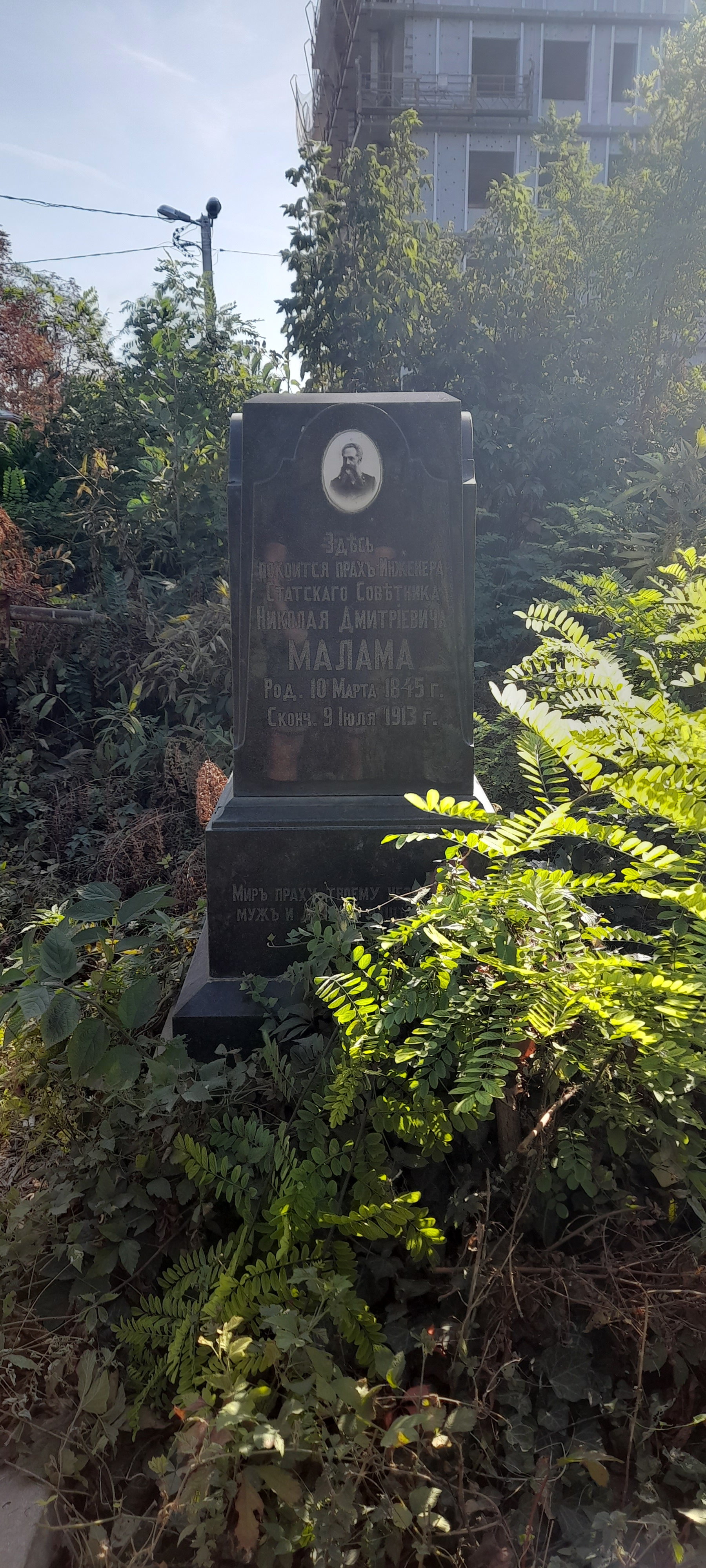
Могила архитектора Н.Д. Маламы